# وليام ركسبورغ
وليام ركسبورغ (1751-1815) (بالإنجليزية: William Roxburgh)‏ هو عالم نبات إاسكتلندي. أطلق عليه لقب أبو علم النبات الهندي.

## روابط خارجية
- وليام ركسبورغ على موقع الموسوعة البريطانية (الإنجليزية)